# Krievupe (stacja kolejowa)
Krievupe (ros. Криевупе) – stacja kolejowa w lasach, w gminie Garkalne, na Łotwie. Położona jest na linii Ryga - Valga.